# Mi Virginis
mi Virginis (μ Vir) – gwiazda w gwiazdozbiorze Panny, oddalona o około 60 lat świetlnych od Słońca.

## Nazwa
Gwiazda nosi tradycyjną nazwę Rijl al Awwa, pochodzącą od arabskiego ‏رجل العوى‎ rijl al-‘awwa’ „łapa szczekającego (psa)”. Odnosi się ona do dawnego arabskiego asteryzmu złożonego z części gwiazd greckiej Panny.

## Charakterystyka
Gwiazda należy do typu widmowego F2 i dawniej była błędnie sklasyfikowana jako olbrzym. Jasność 7,5 razy większa niż jasność Słońca i średnica dwukrotnie większa od słonecznej świadczą, że gwiazda ta jest karłem, obecnie w połowie okresu syntezy wodoru w hel trwającego 2,5 miliarda lat dla gwiazd tego typu. Widmo gwiazdy zasugerowało niektórym badaczom, że ma ona niewidocznego towarzysza, gwiazdę okrążającą środek masy układu co około 358 dni, ale podejrzenie to nie znalazło na razie potwierdzenia. Nie zaobserwowano układu planetarnego ani dysku pyłowego wokół tej gwiazdy.